# Проблем за злото
Проблем за злото е въпросът как да се съгласува съществуването на зло и страдания с учението за всемогъщ, добронамерен и вездесъщ Бог. Най-доброто известно излагане на проблема се приписва на древногръцкия философ Епикур, популяризиран от Дейвид Хюм.
Освен във философия на религията проблемът за злото е важен и в теологията и етиката. Дискусии за злото и свързаните с него проблеми съществуват и в други философски области като секуларна етика, и еволюционна етика. Най-често обаче проблемът за злото се поставя в теологичен контекст.
Решаването на проблема за злото традиционно се води от позициите на теодицея. Основните подходи за решение на проблема са три: опровержение, оправдание и теодицея.
Често проблемът за злото се формулира по два начина: логически проблем за злото и доказателствен проблем за злото. Логическата формулировка се опитва да докаже логическата невъзможност за съвместно съществуване на Бог и зло, докато втората формулировка приема, че съществуването на зло по света е несъвместима с догмата за всезнаещ, всемогъщ и изцяло добронамерен Бог. Проблемът за злото често се разпростира извън човечеството, върху другите живи същества, като включва страданията на животните от природното зло и жестокостта на човека към животните.